# 阿尔阿马河畔塞尔韦拉德尔
阿尔阿马河畔塞尔韦拉德尔，是西班牙拉里奥哈自治区的一个市镇。总面积153平方公里，总人口2946人（2001年），人口密度19人/平方公里。